# Melisa Rodríguez Hernández
Melisa Rodríguez Hernández (Londres, 9 de juliol de 1986) és una política i arquitecta canària; cap de llista del partit polític Ciutadans-Partit de la Ciutadania (C 's) al Congrés dels Diputats per la circumscripció de Santa Cruz de Tenerife, en les eleccions generals del 20 de desembre del 2015.
En les eleccions al Parlament de Canàries de 2015, va ser la candidata a la presidència del Govern de Canàries pel seu partit obtenint més de 54.000 vots, sense aconseguir representació parlamentària.
Està vinculada a Ciutadans des de la constitució de l'agrupació de Tenerife en 2014, de la qual va ser coordinadora territorial.
Des d'agost de 2015 forma part de l'executiva nacional de Ciutadans.

## Biografia
Encara que va néixer a Londres, Melisa té els seus orígens a Tijarafe, a l'illa canària de La Palma. És llicenciada en Arquitectura per la Universitat Politècnica de Catalunya i, a més, posseeix un màster en Energies Renovables per la Universitat Europea de Canàries.
Després de treballar en diversos estudis d'arquitectura -entre altres, Studio Mumbai a Bombai, l'Índia-, va crear la marca de joieria contemporània anomenada Lepa Punca. Ha viscut a diferents països com Eslovènia, l'Índia o Cap Verd, i parla català, anglès i portuguès.